# Kirche zum heiligen Leichnam (Elbląg)

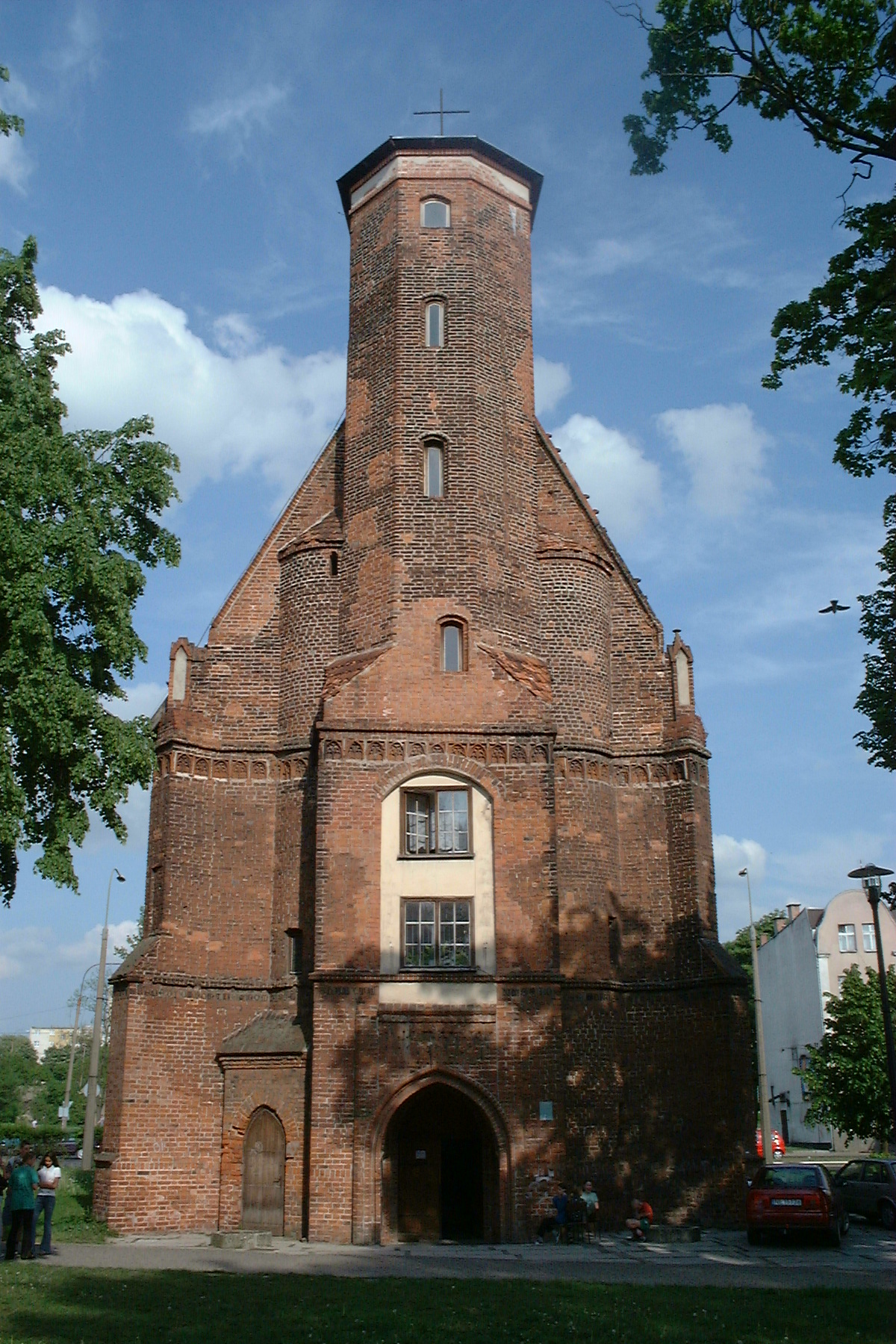
Elbląg, Kirche zum heiligen Leichnam

Die Kirche zum heiligen Leichnam (polnisch Kościół Bożego Ciała w Elblągu) ist eine ehemalige Kirche in der Elbinger Neustadt im heute polnischen Elbląg.

## Geschichte
Im Mittelalter befand sich am Ort der späteren Kirche in der 1237 gegründeten Elbinger Neustadt das St. Georgsspital mit einer Kapelle. Ursprünglich ein Holzbau, wurde diese um 1400 durch Brand zerstört. Aufgrund eines angeblichen eucharistischen Wunders wurde beschlossen, dass am Ort eine neue Kirche erbaut werden sollte. Ab 1405 wurde ein einschiffiger Ziegelbau mit Turm an der Westseite errichtet, die, wie die vorherige Kapelle, dem Heiligen Georg geweiht war. An den Außenwänden unterhalb des mittleren Gesimses wurde eine lateinische Inschrift angebracht, die auch heute noch erkennbar ist.
Nachdem das eucharistische Wunder den Ort zu einem Wallfahrtsort gemacht hatte, wurde die Kirche dem Heiligen Leichnam umgewidmet.
Nach Erlass des königlichen Privilegs von 1557, das den Evangelischen Religionsfreiheit sicherte, wurde hier eine evangelische  Pfarrei gegründet. Im Jahr 1572 wurde erwogen, die Kirche wegen der Nähe zur Stadtmauer abzureißen, jedoch kam der Rat wieder von diesem Plan ab. 1601 erwog der damalige Bürgermeister Johann Sprengel erneut eine Bereinigung des Terrains. Nach einer Sage erschien dem Bürgermeister ein in Weiß gekleideter Mann, der Sprengel die Verdammnis androhte, sollte die Kirche abgerissen werden.
Nach Durchsetzung der Reformation wurde der Innenraum bereinigt. Nur das große Kruzifix von 1538 und eine Marienskulptur von Ende des 16. Jahrhunderts verblieben. Die letztere stammt von Meister Schoffstain und befindet sich heute im Danziger Nationalmuseum. Im 17. und 18. Jahrhundert wurden an der Nord- und Südseite Anbauten angebracht, ab 1638 hatte der Turm eine Uhr und neue Turmspitze. Die erste Orgel der Kirche ist für 1595 belegt. 1630 wurde die Orgel von Johann Werner, einem bekannten Elbinger Orgelbaumeister, mit einem neuen Werk ausgestattet. 1788 erhielt die Kirche eine neue Spitze und einen Blitzableiter.
Im Zweiten Weltkrieg blieben vom Bau nur Wände und Giebel. In den 1970er Jahren wurde die Ruine zum Haus der Kultur umgebaut. Innerhalb der Ruine wurde dafür ein mehrstöckiger Betonbau errichtet.

## Bauwerk
Der Innenraum war von einem Holzgewölbe überspannt, bei dem filigrane Rippen in Abhänglingen zusammenlaufen. Der Baustil erinnert an den Englischen Perpendicular Style und ist im historisch deutschsprachigen Gebiet sehr selten.